# Список астероїдів (2601—2700)
| Назва                                | Тимчасове позначення | Дата відкриття    | Місце відкриття                            | Відкривач                                              |
| ------------------------------------ | -------------------- | ----------------- | ------------------------------------------ | ------------------------------------------------------ |
| 2601 Болонья (Bologna)               | 1980 XA              | 8 грудня 1980     | Обсерваторія Сан-Вітторе                   | Обсерваторія Сан-Вітторе                               |
| 2602 Мур (Moore)                     | 1982 BR              | 24 січня 1982     | Станція Андерсон-Меса                      | Едвард Бовелл                                          |
| 2603 Тейлор (Taylor)                 | 1982 BW1             | 30 січня 1982     | Станція Андерсон-Меса                      | Едвард Бовелл                                          |
| 2604 Маршак (Marshak)                | 1972 LD1             | 13 червня 1972    | КрАО                                       | Смирнова Тамара Михайлівна                             |
| 2605 Сааде (Sahade)                  | 1974 QA              | 16 серпня 1974    | Астрономічний комплекс Ель-Леонсіто        | Обсерваторія Фелікса Аґілара                           |
| 2606 Одеса (Odessa)                  | 1976 GX2             | 1 квітня 1976     | КрАО                                       | Черних Микола Степанович                               |
| 2607 Якутія (Yakutia)                | 1977 NR              | 14 липня 1977     | КрАО                                       | Черних Микола Степанович                               |
| 2608 Seneca                          | 1978 DA              | 17 лютого 1978    | Обсерваторія Ла-Сілья                      | Ганс-Еміль Шустер                                      |
| 2609 Кирило-Мефодій (Kiril-Metodi)   | 1978 PB4             | 9 серпня 1978     | КрАО                                       | Черних Микола Степанович і Черних Людмила Іванівна     |
| 2610 Тува (Tuva)                     | 1978 RO1             | 5 вересня 1978    | КрАО                                       | Черних Микола Степанович                               |
| 2611 Бойс (Boyce)                    | 1978 VQ5             | 7 листопада 1978  | Паломарська обсерваторія                   | Е. Гелін, Ш. Дж. Бас                                   |
| 2612 Кетрін (Kathryn)                | 1979 DE              | 28 лютого 1979    | Станція Андерсон-Меса                      | Норман Томас                                           |
| 2613 Пльзень (Plzen)                 | 1979 QE              | 30 серпня 1979    | Обсерваторія Клеть                         | Ладіслав Брожек                                        |
| 2614 Торренс (Torrence)              | 1980 LP              | 11 червня 1980    | Паломарська обсерваторія                   | Керолін Шумейкер                                       |
| 2615 Сайто (Saito)                   | 1951 RJ              | 4 вересня 1951    | Обсерваторія Гейдельберг-Кеніґштуль        | К. В. Райнмут                                          |
| 2616 Леся (Lesya)                    | 1970 QV              | 28 серпня 1970    | КрАО                                       | Смирнова Тамара Михайлівна                             |
| 2617 Цзянсі (Jiangxi)                | 1975 WO1             | 26 листопада 1975 | Обсерваторія Цзицзіньшань                  | Обсерваторія Червона Гора                              |
| 2618 Кунабарабран (Coonabarabran)    | 1979 MX2             | 25 червня 1979    | Обсерваторія Сайдинг-Спрінг                | Е. Гелін, Ш. Дж. Бас                                   |
| 2619 Скалнате Плесо (Skalnate Pleso) | 1979 MZ3             | 25 червня 1979    | Обсерваторія Сайдинг-Спрінг                | Е. Гелін, Ш. Дж. Бас                                   |
| 2620 Сантана (Santana)               | 1980 TN              | 3 жовтня 1980     | Обсерваторія Клеть                         | Зденька Ваврова                                        |
| 2621 Ґото (Goto)                     | 1981 CA              | 9 лютого 1981     | Обсерваторія Ґейсей                        | Тсутому Секі                                           |
| 2622 Больцано (Bolzano)              | 1981 CM              | 9 лютого 1981     | Обсерваторія Клеть                         | Ладіслав Брожек                                        |
| 2623 Цех (Zech)                      | A919 SA              | 22 вересня 1919   | Обсерваторія Гейдельберг-Кеніґштуль        | К. В. Райнмут                                          |
| 2624 Самітчелл (Samitchell)          | 1962 RE              | 7 вересня 1962    | Обсерваторія Ґете Лінка                    | Університет Індіани                                    |
| 2625 Джек Лондон (Jack London)       | 1976 JQ2             | 2 травня 1976     | КрАО                                       | Черних Микола Степанович                               |
| 2626 Белніка (Belnika)               | 1978 PP2             | 8 серпня 1978     | КрАО                                       | Черних Микола Степанович                               |
| 2627 Чурюмов (Churyumov)             | 1978 PP3             | 8 серпня 1978     | КрАО                                       | Черних Микола Степанович                               |
| 2628 Копал (Kopal)                   | 1979 MS8             | 25 червня 1979    | Обсерваторія Сайдинг-Спрінг                | Е. Гелін, Ш. Дж. Бас                                   |
| 2629 Rudra                           | 1980 RB1             | 13 вересня 1980   | Паломарська обсерваторія                   | Чарльз Коваль                                          |
| 2630 Гермод (Hermod)                 | 1980 TF3             | 14 жовтня 1980    | Обсерваторія Верхнього Провансу            | Інститут астрофізики                                   |
| 2631 Чжецзян (Zhejiang)              | 1980 TY5             | 7 жовтня 1980     | Обсерваторія Цзицзіньшань                  | Обсерваторія Червона Гора                              |
| 2632 Гуйчжоу (Guizhou)               | 1980 VJ1             | 6 листопада 1980  | Обсерваторія Цзицзіньшань                  | Обсерваторія Червона Гора                              |
| 2633 Бішоп (Bishop)                  | 1981 WR1             | 24 листопада 1981 | Станція Андерсон-Меса                      | Едвард Бовелл                                          |
| 2634 Джеймс Бредлі (James Bradley)   | 1982 DL              | 21 лютого 1982    | Станція Андерсон-Меса                      | Едвард Бовелл                                          |
| 2635 Хаггінс (Huggins)               | 1982 DS              | 21 лютого 1982    | Станція Андерсон-Меса                      | Едвард Бовелл                                          |
| 2636 Ласселл (Lassell)               | 1982 DZ              | 20 лютого 1982    | Станція Андерсон-Меса                      | Едвард Бовелл                                          |
| 2637 Бобровнікофф (Bobrovnikoff)     | A919 SB              | 22 вересня 1919   | Обсерваторія Гейдельберг-Кеніґштуль        | К. В. Райнмут                                          |
| 2638 Ґадолін (Gadolin)               | 1939 SG              | 19 вересня 1939   | Турку                                      | Ірйо Вяйсяля                                           |
| 2639 Планман (Planman)               | 1940 GN              | 9 квітня 1940     | Турку                                      | Ірйо Вяйсяля                                           |
| 2640 Хяллстрьом (Hallstrom)          | 1941 FN              | 18 березня 1941   | Турку                                      | Люсі Отерма                                            |
| 2641 Ліпшюц (Lipschutz)              | 1949 GJ              | 4 квітня 1949     | Обсерваторія Ґете Лінка                    | Університет Індіани                                    |
| 2642 Везалій (Vesale)                | 1961 RA              | 14 вересня 1961   | Королівська обсерваторія Бельгії           | Сильвен Арен                                           |
| 2643 Бернард (Bernhard)              | 1973 SD              | 19 вересня 1973   | Паломарська обсерваторія                   | Т. Герельс                                             |
| 2644 Віктор Хара (Victor Jara)       | 1973 SO2             | 22 вересня 1973   | КрАО                                       | Черних Микола Степанович                               |
| 2645 Дафна Плейн (Daphne Plane)      | 1976 QD              | 30 серпня 1976    | Паломарська обсерваторія                   | Е. Гелін                                               |
| 2646 Абетті (Abetti)                 | 1977 EC1             | 13 березня 1977   | КрАО                                       | Черних Микола Степанович                               |
| 2647 Сова (Sova)                     | 1980 SP              | 29 вересня 1980   | Обсерваторія Клеть                         | Зденька Ваврова                                        |
| 2648 Ова (Owa)                       | 1980 VJ              | 8 листопада 1980  | Станція Андерсон-Меса                      | Едвард Бовелл                                          |
| 2649 Онґак (Oongaq)                  | 1980 WA              | 29 листопада 1980 | Станція Андерсон-Меса                      | Едвард Бовелл                                          |
| 2650 Елінор (Elinor)                 | 1931 EG              | 14 березня 1931   | Обсерваторія Гейдельберг-Кеніґштуль        | Макс Вольф                                             |
| 2651 Карен (Karen)                   | 1949 QD              | 28 серпня 1949    | Республіканська обсерваторія Йоганнесбурга | Ернест Джонсон                                         |
| 2652 Ябуті (Yabuuti)                 | 1953 GM              | 7 квітня 1953     | Обсерваторія Гейдельберг-Кеніґштуль        | К. В. Райнмут                                          |
| 2653 Прінціпія (Principia)           | 1964 VP              | 4 листопада 1964  | Обсерваторія Ґете Лінка                    | Університет Індіани                                    |
| 2654 Рістенпат (Ristenpart)          | 1968 OG              | 18 липня 1968     | Астрономічна станція Серро Ель Робле       | Карлос Торрес, С. Кофре                                |
| 2655 Гуансі (Guangxi)                | 1974 XX              | 14 грудня 1974    | Обсерваторія Цзицзіньшань                  | Обсерваторія Червона Гора                              |
| 2656 Евенкія (Evenkia)               | 1979 HD5             | 25 квітня 1979    | КрАО                                       | Черних Микола Степанович                               |
| 2657 Башкірія (Bashkiria)            | 1979 SB7             | 23 вересня 1979   | КрАО                                       | Черних Микола Степанович                               |
| 2658 Ґінґеріх (Gingerich)            | 1980 CK              | 13 лютого 1980    | Гарвардська обсерваторія                   | Гарвардська обсерваторія                               |
| 2659 Мілліс (Millis)                 | 1981 JX              | 5 травня 1981     | Станція Андерсон-Меса                      | Едвард Бовелл                                          |
| 2660 Восерман (Wasserman)            | 1982 FG              | 21 березня 1982   | Станція Андерсон-Меса                      | Едвард Бовелл                                          |
| 2661 Биджовський (Bydzovsky)         | 1982 FC1             | 23 березня 1982   | Обсерваторія Клеть                         | Зденька Ваврова                                        |
| 2662 Кандінський (Kandinsky)         | 4021 P-L             | 24 вересня 1960   | Паломарська обсерваторія                   | К. Й. ван Гаутен, І. ван Гаутен-Ґроневельд, Т. Герельс |
| 2663 Мильтіад (Miltiades)            | 6561 P-L             | 24 вересня 1960   | Паломарська обсерваторія                   | К. Й. ван Гаутен, І. ван Гаутен-Ґроневельд, Т. Герельс |
| 2664 Евергарт (Everhart)             | 1934 RR              | 7 вересня 1934    | Обсерваторія Гейдельберг-Кеніґштуль        | К. В. Райнмут                                          |
| 2665 Шрутка (Schrutka)               | 1938 DW1             | 24 лютого 1938    | Обсерваторія Гейдельберг-Кеніґштуль        | Альфред Борман                                         |
| 2666 Ґреммі (Gramme)                 | 1951 TA              | 8 жовтня 1951     | Королівська обсерваторія Бельгії           | Сильвен Арен                                           |
| 2667 Ойкава (Oikawa)                 | 1967 UO              | 30 жовтня 1967    | Гамбурзька обсерваторія                    | Любош Когоутек                                         |
| 2668 Татарія (Tataria)               | 1976 QV              | 26 серпня 1976    | КрАО                                       | Черних Микола Степанович                               |
| 2669 Шостакович (Shostakovich)       | 1976 YQ2             | 16 грудня 1976    | КрАО                                       | Черних Людмила Іванівна                                |
| 2670 Чувашія (Chuvashia)             | 1977 PW1             | 14 серпня 1977    | КрАО                                       | Черних Микола Степанович                               |
| 2671 Абхазія (Abkhazia)              | 1977 QR2             | 21 серпня 1977    | КрАО                                       | Черних Микола Степанович                               |
| 2672 Пісек (Pisek)                   | 1979 KC              | 31 травня 1979    | Обсерваторія Клеть                         | Й. Кветон                                              |
| 2673 Лоссігнол (Lossignol)           | 1980 KN              | 22 травня 1980    | Обсерваторія Ла-Сілья                      | Анрі Дебеонь                                           |
| 2674 Pandarus                        | 1982 BC3             | 27 січня 1982     | Гарвардська обсерваторія                   | Обсерваторія Ок-Ридж                                   |
| 2675 Толкін (Tolkien)                | 1982 GB              | 14 квітня 1982    | Станція Андерсон-Меса                      | М. Ватт                                                |
| 2676 Орхус (Aarhus)                  | 1933 QV              | 25 серпня 1933    | Обсерваторія Гейдельберг-Кеніґштуль        | К. В. Райнмут                                          |
| 2677 Джоан (Joan)                    | 1935 FF              | 25 березня 1935   | Обсерваторія Ніцци                         | Марґеріт Ложьє                                         |
| 2678 Аавасакса (Aavasaksa)           | 1938 DF1             | 24 лютого 1938    | Турку                                      | Ірйо Вяйсяля                                           |
| 2679 Кіттісваара (Kittisvaara)       | 1939 TG              | 7 жовтня 1939     | Турку                                      | Ірйо Вяйсяля                                           |
| 2680 Матео (Mateo)                   | 1975 NF              | 1 липня 1975      | Астрономічний комплекс Ель-Леонсіто        | Обсерваторія Фелікса Аґілара                           |
| 2681 Островський (Ostrovskij)        | 1975 VF2             | 2 листопада 1975  | КрАО                                       | Смирнова Тамара Михайлівна                             |
| 2682 Соромунді (Soromundi)           | 1979 MF4             | 25 червня 1979    | Обсерваторія Сайдинг-Спрінг                | Е. Гелін, Ш. Дж. Бас                                   |
| 2683 Браян (Brian)                   | 1981 AD1             | 10 січня 1981     | Станція Андерсон-Меса                      | Норман Томас                                           |
| 2684 Дуґлас (Douglas)                | 1981 AH1             | 3 січня 1981      | Станція Андерсон-Меса                      | Норман Томас                                           |
| 2685 Masursky                        | 1981 JN              | 3 травня 1981     | Станція Андерсон-Меса                      | Едвард Бовелл                                          |
| 2686 Лінда Сюзан (Linda Susan)       | 1981 JW1             | 5 травня 1981     | Паломарська обсерваторія                   | Керолін Шумейкер                                       |
| 2687 Торталі (Tortali)               | 1982 HG              | 18 квітня 1982    | Станція Андерсон-Меса                      | М. Ватт                                                |
| 2688 Галлей (Halley)                 | 1982 HG1             | 25 квітня 1982    | Станція Андерсон-Меса                      | Едвард Бовелл                                          |
| 2689 Брюссель (Bruxelles)            | 1935 CF              | 3 лютого 1935     | Королівська обсерваторія Бельгії           | Сильвен Арен                                           |
| 2690 Рістііна (Ristiina)             | 1938 DG1             | 24 лютого 1938    | Турку                                      | Ірйо Вяйсяля                                           |
| 2691 Серсік (Sersic)                 | 1974 KB              | 18 травня 1974    | Астрономічний комплекс Ель-Леонсіто        | Обсерваторія Фелікса Аґілара                           |
| 2692 Чкалов (Chkalov)                | 1976 YT3             | 16 грудня 1976    | КрАО                                       | Черних Людмила Іванівна                                |
| 2693 Яньань (Yan'an)                 | 1977 VM1             | 3 листопада 1977  | Обсерваторія Цзицзіньшань                  | Обсерваторія Червона Гора                              |
| 2694 Піно Торінезе (Pino Torinese)   | 1979 QL1             | 22 серпня 1979    | Обсерваторія Ла-Сілья                      | Клаес-Інґвар Лаґерквіст                                |
| 2695 Крістабел (Christabel)          | 1979 UE              | 17 жовтня 1979    | Станція Андерсон-Меса                      | Едвард Бовелл                                          |
| 2696 Меджіон (Magion)                | 1980 HB              | 16 квітня 1980    | Обсерваторія Клеть                         | Ладіслав Брожек                                        |
| 2697 Альбіна (Albina)                | 1969 TC3             | 9 жовтня 1969     | КрАО                                       | Б. Бурнашова                                           |
| 2698 Азербайджан (Azerbajdzhan)      | 1971 TZ              | 11 жовтня 1971    | КрАО                                       | КрАО                                                   |
| 2699 Калінін (Kalinin)               | 1976 YX              | 16 грудня 1976    | КрАО                                       | Черних Людмила Іванівна                                |
| 2700 Байконур (Baikonur)             | 1976 YP7             | 20 грудня 1976    | КрАО                                       | Черних Микола Степанович                               |

| Астероїди 1—10000 → |           |           |           |           |           |           |           |           |            |
| 1—100               | 1001—1100 | 2001—2100 | 3001—3100 | 4001—4100 | 5001—5100 | 6001—6100 | 7001—7100 | 8001—8100 | 9001—9100  |
| 101—200             | 1101—1200 | 2101—2200 | 3101—3200 | 4101—4200 | 5101—5200 | 6101—6200 | 7101—7200 | 8101—8200 | 9101—9200  |
| 201—300             | 1201—1300 | 2201—2300 | 3201—3300 | 4201—4300 | 5201—5300 | 6201—6300 | 7201—7300 | 8201—8300 | 9201—9300  |
| 301—400             | 1301—1400 | 2301—2400 | 3301—3400 | 4301—4400 | 5301—5400 | 6301—6400 | 7301—7400 | 8301—8400 | 9301—9400  |
| 401—500             | 1401—1500 | 2401—2500 | 3401—3500 | 4401—4500 | 5401—5500 | 6401—6500 | 7401—7500 | 8401—8500 | 9401—9500  |
| 501—600             | 1501—1600 | 2501—2600 | 3501—3600 | 4501—4600 | 5501—5600 | 6501—6600 | 7501—7600 | 8501—8600 | 9501—9600  |
| 601—700             | 1601—1700 | 2601—2700 | 3601—3700 | 4601—4700 | 5601—5700 | 6601—6700 | 7601—7700 | 8601—8700 | 9601—9700  |
| 701—800             | 1701—1800 | 2701—2800 | 3701—3800 | 4701—4800 | 5701—5800 | 6701—6800 | 7701—7800 | 8701—8800 | 9701—9800  |
| 801—900             | 1801—1900 | 2801—2900 | 3801—3900 | 4801—4900 | 5801—5900 | 6801—6900 | 7801—7900 | 8801—8900 | 9801—9900  |
| 901—1000            | 1901—2000 | 2901—3000 | 3901—4000 | 4901—5000 | 5901—6000 | 6901—7000 | 7901—8000 | 8901—9000 | 9901—10000 |